# Chikhli (ort i Indien, Maharashtra, Jalna)
Chikhli är en ort i Indien.   Den ligger i distriktet Jalna och delstaten Maharashtra, i den centrala delen av landet, 1 000 km söder om huvudstaden New Delhi.